# 1999年南斯拉夫击落F-117A事件
1999年3月27日，在北约轰炸南斯拉夫期间，南斯拉夫武装力量第250防空导弹旅使用SA-3地对空导弹击落了美军一架F-117A“夜鹰”。机上的美军飞行员成功弹射逃生，获美国海军陆战队救起。事故中的F-117A战机装备精良，是当时第一架围绕隐形技术设计的战机，而南斯拉夫防空系统则被认为过时。

## 袭击过程
本次袭击的执行部队是南斯拉夫武装力量第250防空导弹旅，指挥官为佐尔坦·达尼，使用的武器为SA-3导弹。被击落的战机注册编号为82-0806，呼号Vega 31。
Zoltán Dani上校在得知战争开始后的数小时后，即带领第250地空导弹旅第三营开始战术机动，并成功维持其导弹营完好无损，直至战争结束。在离开原驻地30分钟后，原驻地即遭北约轰炸，Zoltán Dani上校一行在远处目睹了驻地被炸。后来，Zoltán Dani上校经计算后认为，其导弹营的搜索雷达每次开机时间不能超过20秒，否则即会被北约反辐射系统定位，因此在机动的大部分时间里都应保持无线电静默。期间仅通过部署一些观察员，通过目视来寻找北约战机（一开始并未特别关注F-117）的作战规律。基于观察总结的北约机轰炸规律，其导弹营在北约机轰炸贝尔格莱德的必经之路上设伏。根据观察和当晚贝尔格莱德被轰炸的时间报告，于间隙性短暂雷达搜索中，在当地时间1999年3月27日20时15分时，第250地空导弹旅以13公里的半径发射了对空导弹。根据炮手乔治·安尼契奇回忆，部队发现23公里内有F-117战机的踪迹，为了避免被北约军队的防空压制系统锁定，南联盟军队用了不到17秒操作发射导弹。
被击落的F-117A战机上的飞行员是美国空军中校达热尔·帕特里克·泽尔科，他和他所驾驶的战机都曾参加海湾战争。他发现两枚导弹穿透低空的云层，直奔战机而来。第一枚导弹从他身旁擦过，距离近到使飞机产生抖振，但没有爆炸；第二枚则在战机附近爆炸，冲击波损坏了战机，令其失去控制。爆炸的景象大到从波斯尼亚地区上空飞过的KC-135空中加油机都能看到。
泽尔科受到巨大的G力冲击，难以找对弹射的姿势。展开降落伞后，他不像受训时落地后求救，在空中下落时就用无线电求救，发出Mayday信号，得到了目击爆炸的加油机的回应。关于在空中求救一事，泽尔科解释称高处的信号更好，而且他确信自己一旦落地就会被南斯拉夫俘虏，他想在被逮捕之前确认自己没有受伤。
泽尔科在伏伊伏丁那自治省鲁马以南的一处田地落地，离战机坠毁的地点不到一英里，稍往北就是欧洲E70公路。他躲在一条水沟中，感受到B-2轰炸机投下炸弹的音波。南斯拉夫军民展开大搜捕，最近时离他藏身的水沟只有几百米。3月28日凌晨，驾驶MH-53直升机的美军战场搜救人员成功救起泽尔科。泽尔科后来得知，在原地再待几分钟就会被南斯拉夫军队俘虏。
1999年5月2日，第250防空导弹旅又击落了一架美军F-16战机，其飞行员是后来的美国空军参谋长——大卫·戈德费因。

## 后续发展
现场照片显示，F-117A战机倒着卡在地里，机身没有太多损坏。美军决定不回收销毁战机残骸。F-117战机基于1970年代的技术制造，美军则在1980年代对外披露它的存在，彼时的航展上常有它的身影。美国空军上将布鲁斯·卡尔森推测，如果塞尔维亚把残骸交给俄罗斯，机身的损害会最小。
贝尔格莱德航空博物馆收藏了一些F-117A的碎片，有媒体报道其他碎片流到中俄两国，用于两国发展防隐身技术。机身的一点橡胶部分则在北约和南联盟战争期间由塞尔维亚军事家傑利科·拉茲尼亞托維奇赠送给西方记者。2008年，美国空军所属的所有F-117战机退役。
时光流逝，佐尔坦·达尼转行开起面包店，而泽尔科也离开了部队。两人2011年见面，自此成为了好友。
2020年，另一名F-117A飞行员表示，他的僚机在1999年的击落事件后也遭到南斯拉夫地对空导弹击中，但战机成功返回了基地。此次攻击的详情仍然保密至今，只有一点细节得以公布。

## 图库

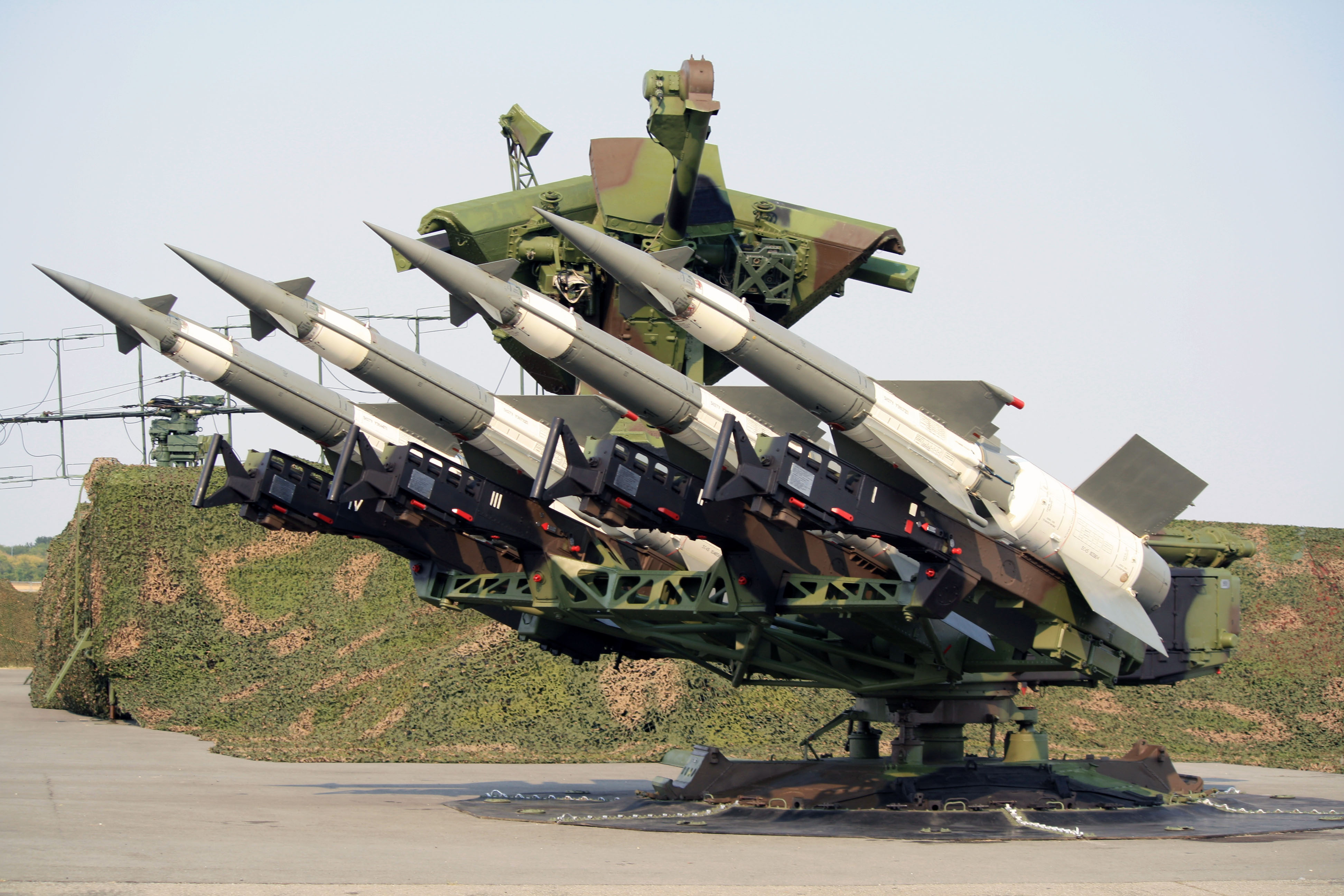
S-125“涅瓦”防空系统，摄于2012年军营开放日
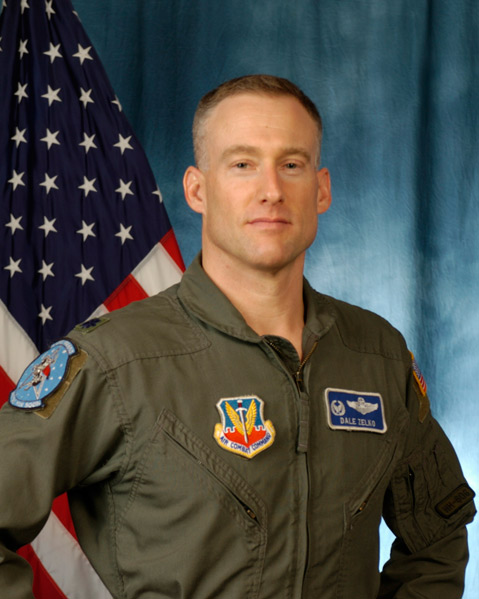
被击落战机的飞行员
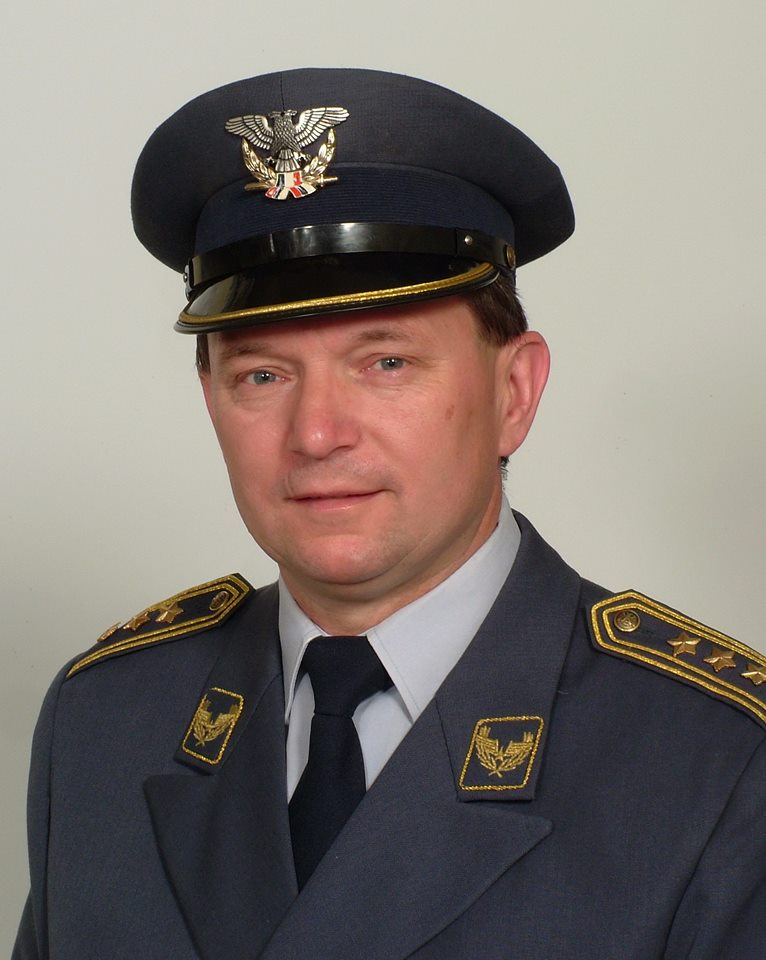
第250防空导弹旅3营中校佐尔坦·达尼，后提拔为上校
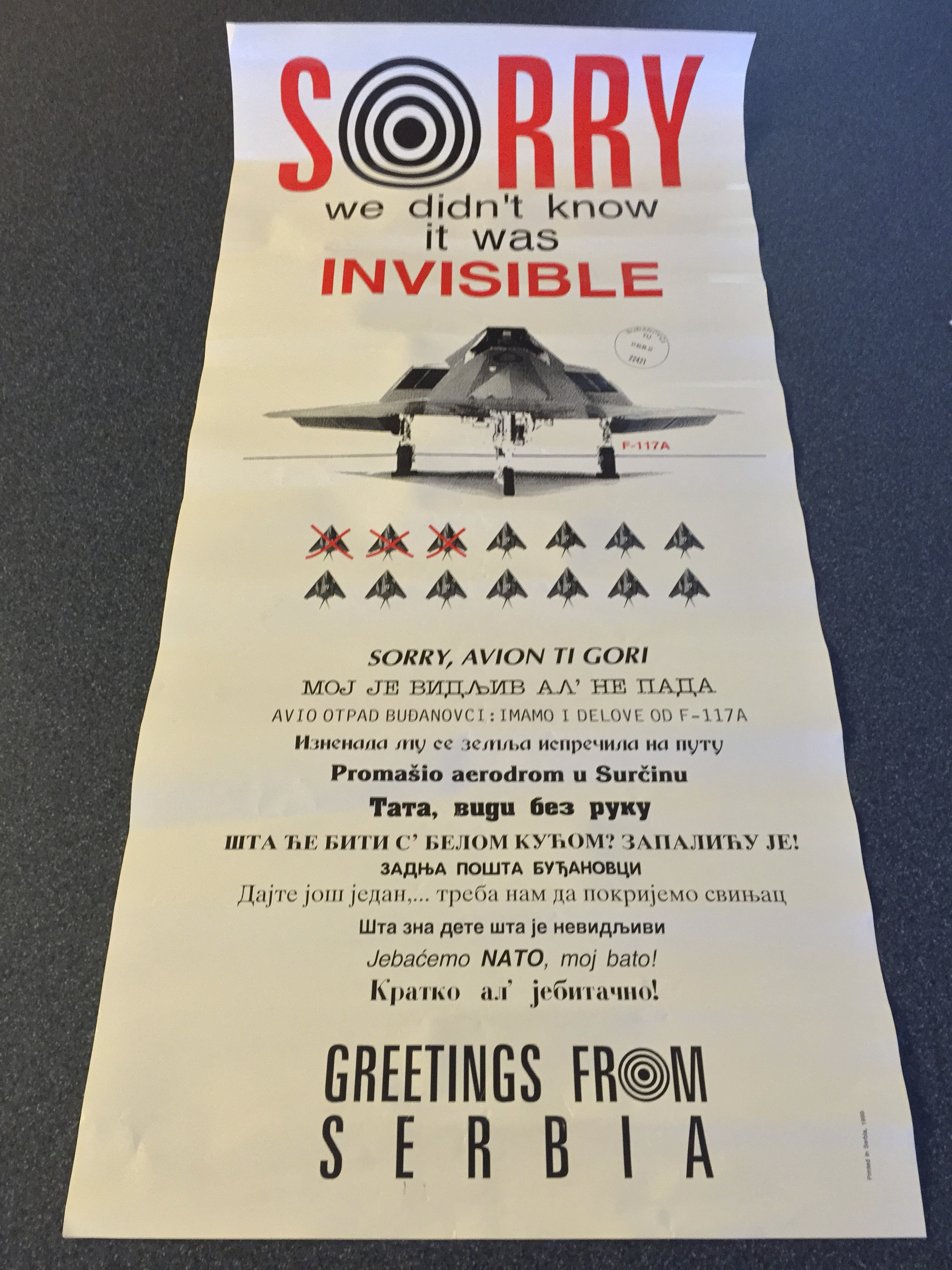
南斯拉夫发布的庆祝文